# Осава
Осава (укр. Осава) — село, входит в Хустскую городскую общину Хустского района Закарпатской области Украины.
Население по переписи 2001 года составляло 324 человека. Почтовый индекс — 90415. Телефонный код — 3142. Код КОАТУУ — 2125385205.